# Chlorophorus herbstii
Espèce
Chlorophorus herbstii est une espèce d'insectes coléoptères de la famille des Cerambycidae, sous-famille des Cerambycinae, de la tribu des Clytini et du genre Chlorophorus.

## Morphologie
L'imago mesure entre 8 et 15 mm de long. La pubescence est verte ou jaune-vert. Les élytres sont tachés de bandes noires qui n'atteignent pas la suture.

## Répartition et habitat
Répartition
Europe (Espagne, France, Croatie, Bosnie-Herzégovine, Serbie, Bulgarie, Roumanie, Hongrie, Autriche, Suisse, Allemagne, Tchéquie, Slovaquie, Norvège, Pologne, Suède, Finlande, Estonie, Lettonie, Lituanie, Biélorussie, Ukraine, Crimée, Moldavie), Sibérie, Kazakhstan, Caucase, Turquie.
Habitat
L'adulte est visible entre mai et septembre dans les broussailles et les lieux chauds. Il est rare.

## Biologie
Les larves se développent dans le bois mort des feuillus (surtout les tilleuls) et notamment ceux que les scolytes ont fait périr.

## Systématique
L'espèce a été décrite par le zoologiste allemand Brahm en 1790 sous le nom initial de Leptura varia.

### Synonymie
- Callidium verbasci
- Clytus quinque-maculatus
- Leptura herbstii
- Anthoboscus herbsti